# Rudolf Tonn
Rudolf Tonn (* 9. Jänner 1931 in Schwechat; † 14. Mai 2015 in Villach) war ein österreichischer Politiker (SPÖ). Tonn war Bürgermeister der niederösterreichischen Stadtgemeinde Schwechat und Abgeordneter zum Nationalrat.

## Leben
Geboren wurde Tonn in Schwechat, seine Familie zog 1932 in den 17. Wiener Gemeindebezirk Hernals und 1940 in die niederösterreichische Gemeinde Achau. Er besuchte die Pflichtschule und für ein Jahr die HTL Mödling. Nach dem Abbruch der HTL erlernte er den Beruf eines Elektroinstallateurs. Tonn wechselte in die Brauerei Schwechat, wo er bereits mit 28 Jahren Betriebsratsobmann-Stellvertreter war und die Gewerkschaftsschule besuchte. 
Tonn wurde 1952 Mitglied der SPÖ und wurde im April 1965 Stadtrat und 1971 Vizebürgermeister. Im Jänner 1973 legte der damalige Bürgermeister Otto Koch sein Amt altersbedingt nieder und Rudolf Tonn wurde vom Gemeinderat zum Bürgermeister der Stadtgemeinde Schwechat gewählt. Er war Präsident der ASKÖ für Niederösterreich und Vizepräsident der ASKÖ-Bundesorganisation. Als Abgeordneter zum Nationalrat war er von 1971 bis 1986 tätig. Sein Amt als Bürgermeister legte er im Jänner 1991 zurück. Nach ihm wurde 2001 das Rudolf-Tonn-Stadion in Schwechat benannt.

## Werke
- Rudolf Tonn: 100 Jahre Fußball in Schwechat 1903-2003, Stadtgemeinde Schwechat, (2003)